# Зоркий (фотоаппарат)

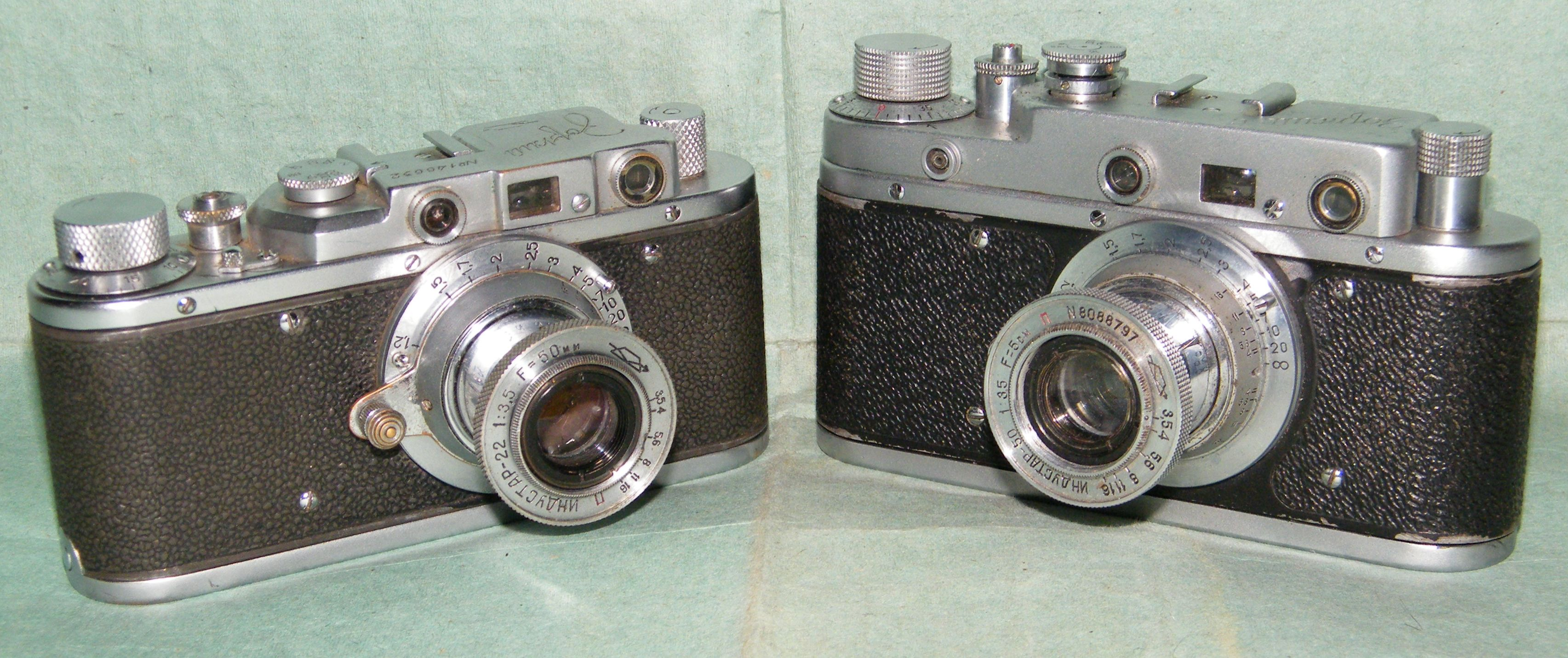
Слева — «Зоркий» с тубусным объективом «Индустар-22», справа — «Зоркий-С» с тубусным объективом «Индустар-50»

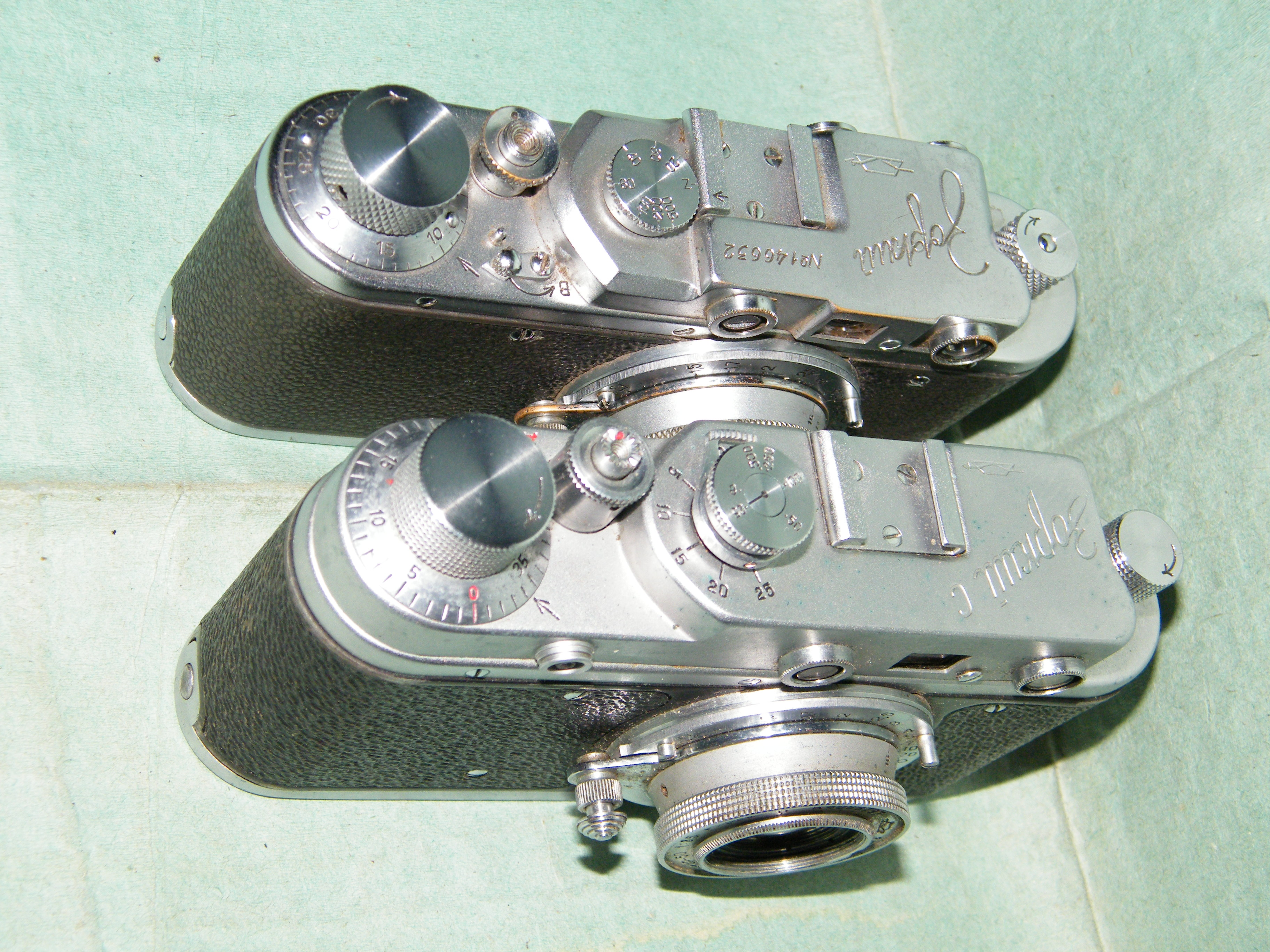
«Зоркий» и «Зоркий-С», верхняя крышка.
Тубусные объективы сложены.

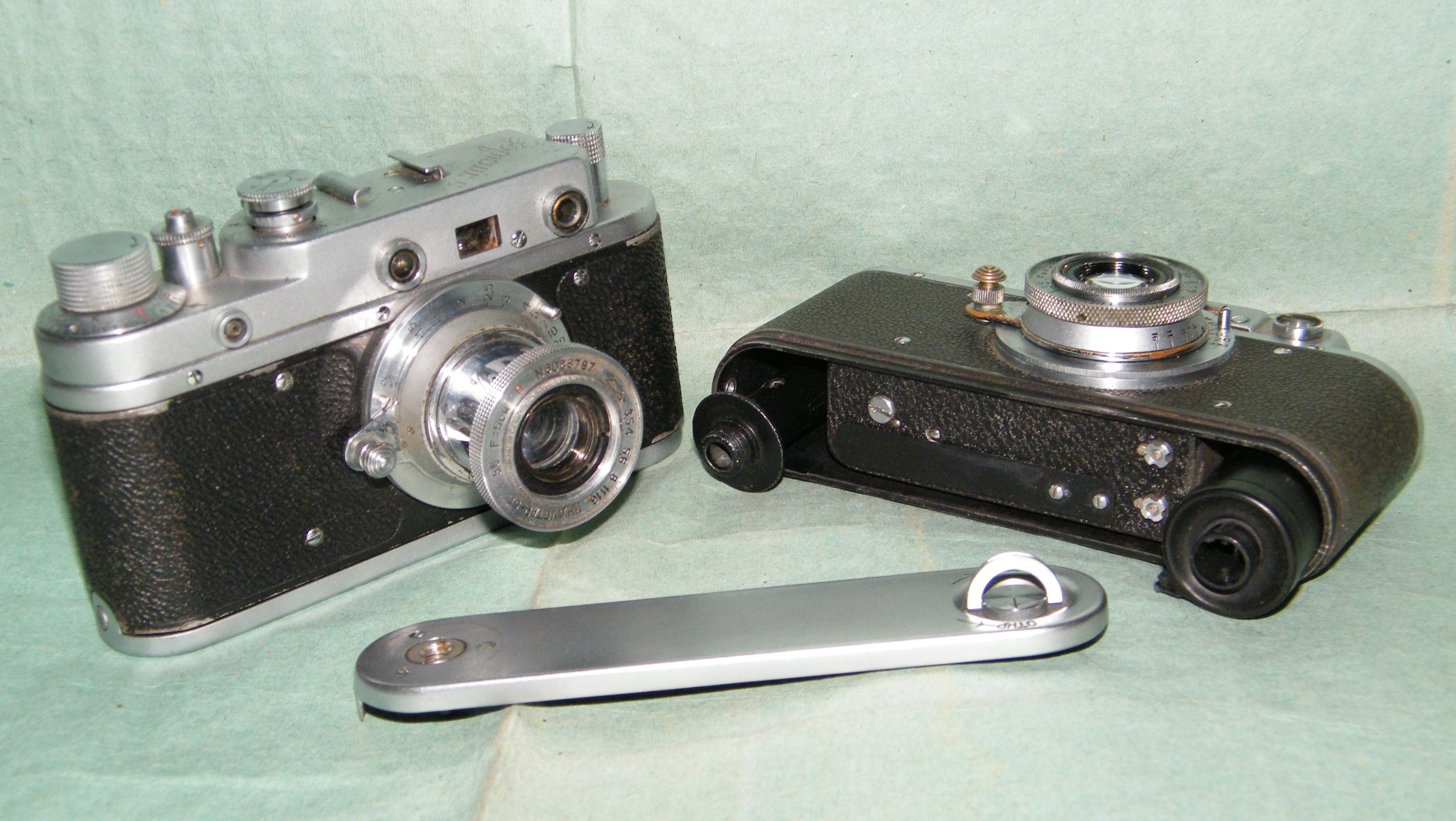
Нижняя зарядка плёнки у первых «Зорких»

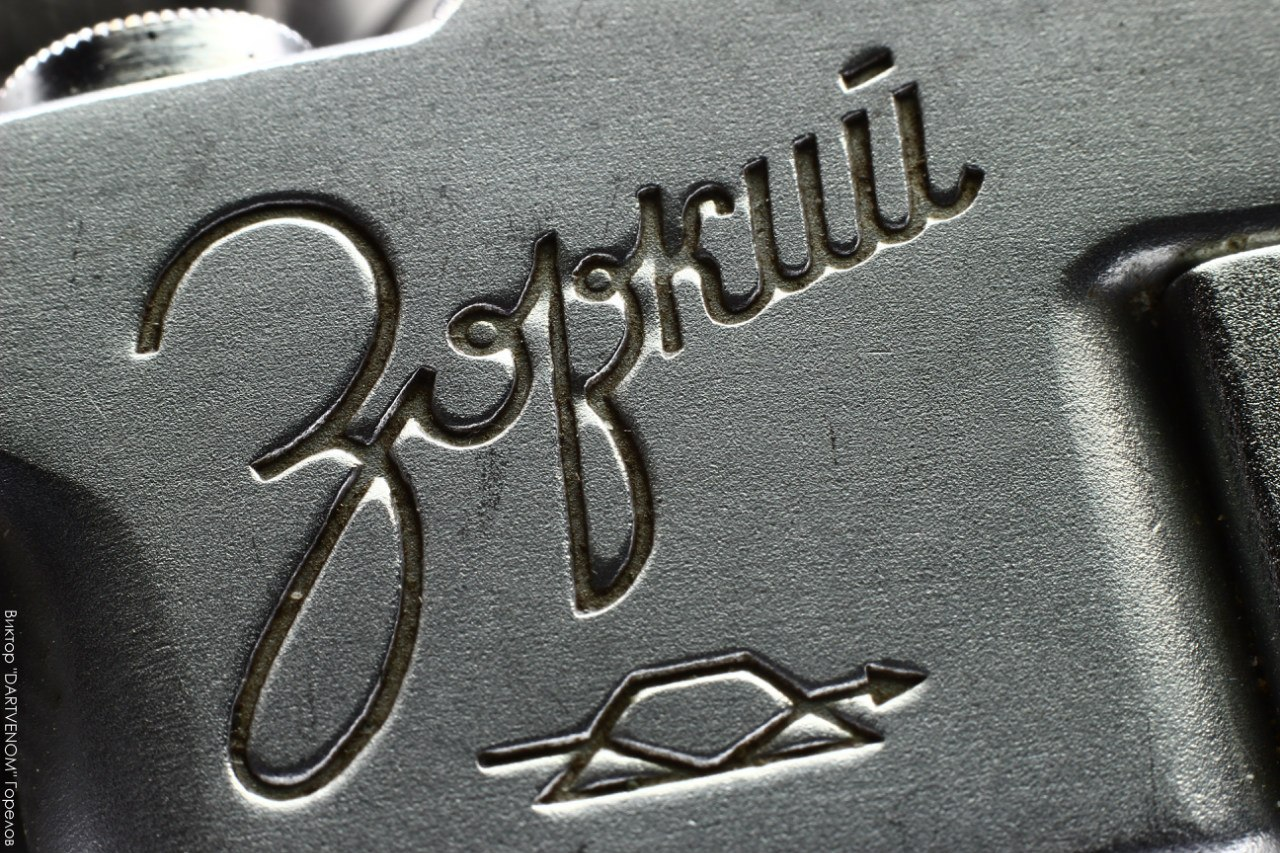
Гравировка «Зоркий»

Зо́ркий — первый фотоаппарат из одноимённого семейства советских малоформатных дальномерных фотоаппаратов, выпускавшийся с 1948 по 1956 год на Красногорском механическом заводе.
К первым моделям «Зорких» также относятся «Зоркий-2», «Зоркий-С» и «Зоркий-2С».

## Историческая справка
К началу XX века 35-мм киноплёнка стала общемировым стандартом бурно развивающегося кинематографа. Это сказалось на постоянном улучшении её фотографического качества, ставшего достаточным для использования в компактной фотоаппаратуре. В 1913 году сотрудник немецкой компании Ernst Leitz (в настоящее время Leica Camera) Оскар Барнак сконструировал прототип фотоаппарата, пригодного для съёмки на такую киноплёнку. Изначально камера предназначалась для экспозиционных тестов во время киносъёмок, но со временем оказалось, что она годится в качестве фотоаппарата. Площадь кадра размером 24×36 мм вдвое превосходила немой кинокадр, занимая 8 перфораций вместо 4-х.
В 1925 году начато серийное производство шкального фотоаппарата Leica I со сменными объективами, а с 1932 года начат выпуск первого в мире малоформатного фотоаппарата с встроенным дальномером Leica II (Leica D). Конструкция оказалась чрезвычайно удачной: за счёт грамотной компоновки лентопротяжного механизма и его сопряжения с оригинальным фокальным затвором фотоаппарат со складным объективом умещался в жилетный карман. При этом качество получаемых негативов было достаточным для газетной полиграфии, сделав «Лейку» отличным инструментом для фотожурналистики.
Фотоаппараты Leica быстро приобрели популярность, однако их копирование было строго ограничено патентами. При этом на территории СССР и Китая эти патенты не были зарегистрированы и поэтому не действовали. В 1934 году копию «Leica II» начали производить в Харькове на заводе трудкоммунны имени Феликса Эдмундовича Дзержинского (впоследствии Харьковский машиностроительный завод «ФЭД»). Название советского фотоаппарата «ФЭД» — аббревиатура от имени Феликс Эдмундович Дзержинский.

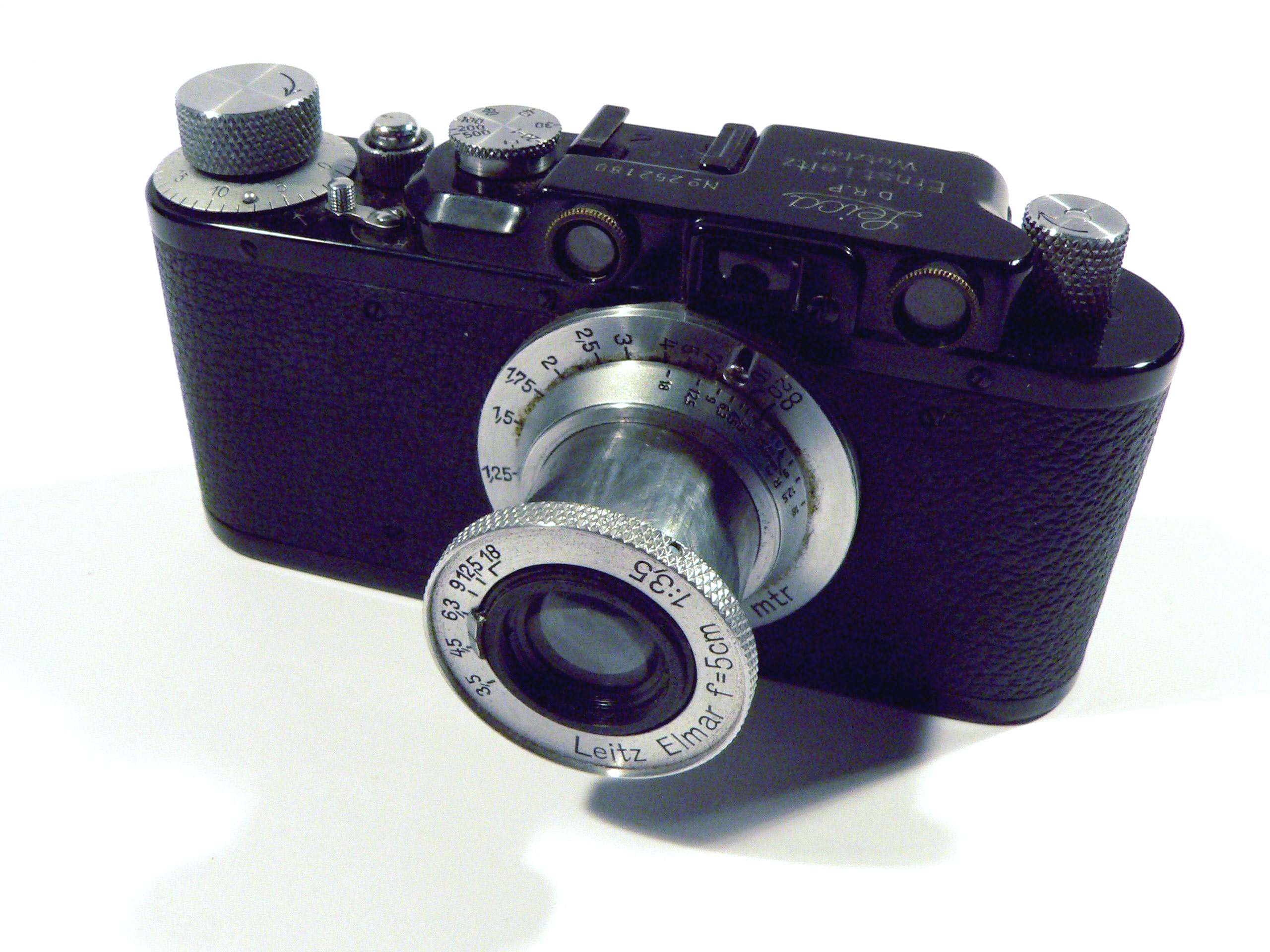
«Leica II» («Leica D») (1932—1948)
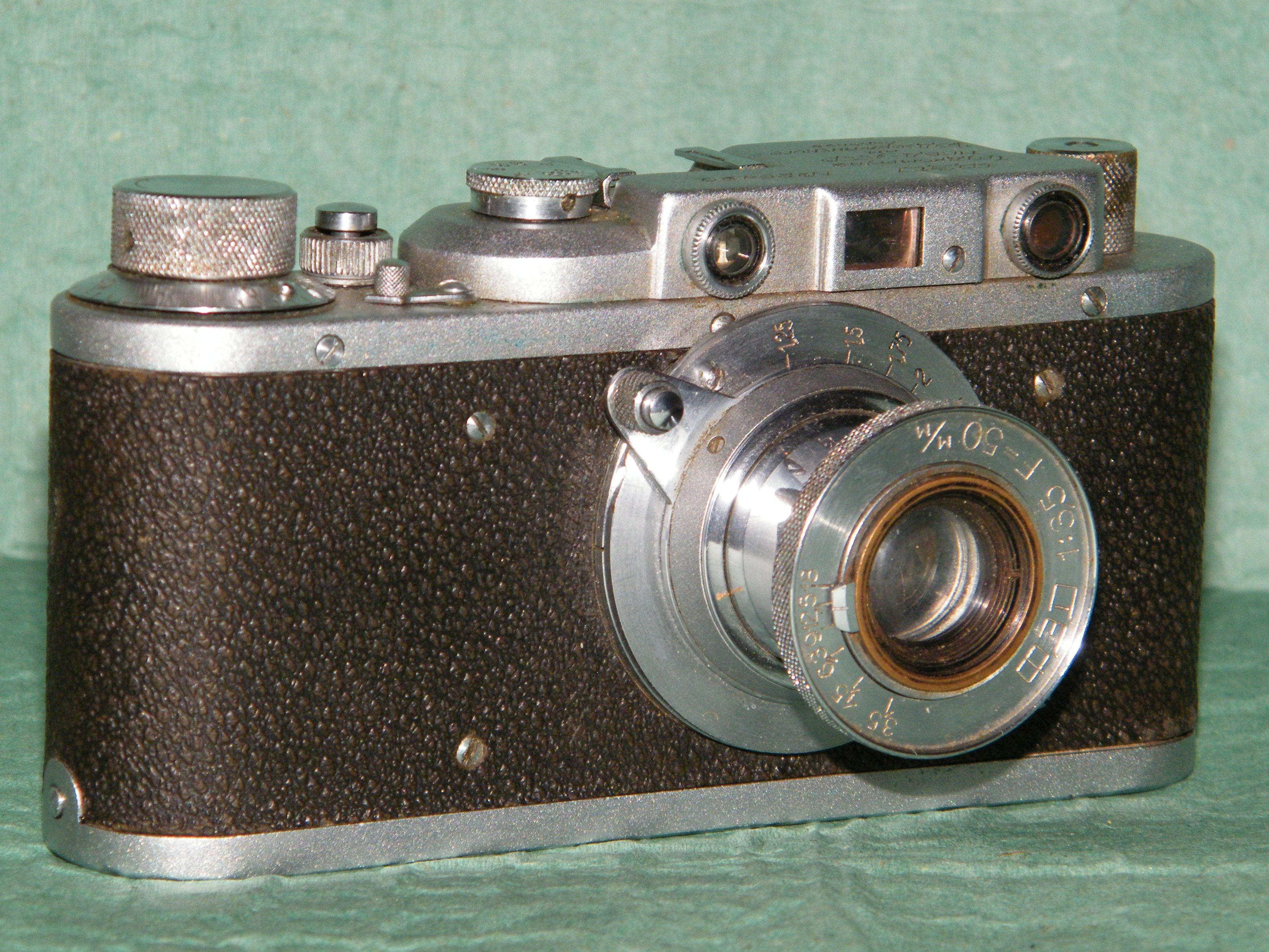
«ФЭД» (1934—1955)

В начале Великой Отечественной войны производство эвакуировано из Харькова, попавшего под оккупацию, а  техническая документация на фотоаппарат передана на Красногорский механический завод. С 1948 года в Красногорске начато производство фотоаппаратов — практически точной копии первого «ФЭДа». Первые красногорские фотоаппараты носили название «ФЭД» с логотипом КМЗ, до 1949 года — «ФЭД 1948 Зоркий», с 1950 года — «Зоркий».
Название «Зоркий» происходит от телеграфного адреса КМЗ, выпускавшего во время войны оборонную продукцию. Впоследствии это название стало единым для всех дальномерных фотоаппаратов завода (за исключением «Друга»).
После 1954 года в серийном номере фотокамер стала использоваться порядковая нумерация по годам, то есть первые две цифры серийного номера были двумя последними цифрами года выпуска камеры. До 1954 года использовалась сквозная порядковая нумерация.

## «Зоркий», технические характеристики
«Зоркий» (1948—1956) — практически точная копия довоенного аппарата «ФЭД» (1934—1955).
- Тип применяемого фотоматериала — 35-мм перфорированная фотокиноплёнка шириной 35 мм (фотоплёнка типа 135) в стандартных кассетах. Возможно применение специальных двухкорпусных кассет с расходящейся щелью. Размер кадра — 24×36 мм.
- Зарядка плёнкой — донная (съёмная нижняя крышка).
- Корпус — из алюминиевого сплава, вначале штампованный из трубы, а с 1952 года литой. Литой корпус гораздо более прочный и жёсткий (деформация корпуса была частой неисправностью «ФЭДов» и ранних «Зорких»).
- Затвор — механический, с матерчатыми шторками, с горизонтальным движением шторок.
  - Совмещённый взвод затвора и перемотки плёнки. Установка выдержек возможна только при взведённом затворе. Вращающаяся головка выдержек.
  - С 1950 года спусковая кнопка имела резьбу под спусковой тросик.
- Выдержки затвора — 1/20, 1/30, 1/40, 1/60, 1/100, 1/200, 1/500 с и «B» (или «Z»). В 1948 году часть фотоаппаратов выпускалась с выдержкой 1/1000 сек. С 1955 года установлен новый ряд выдержек — 1/25, 1/50, 1/100, 1/200, 1/500 с. В небольшом количестве выпускались аппараты с длительными выдержками (более 1/20 с).
  - Недокументированная функция — длительная выдержка «Д» возможна при открывании затвора на выдержке «B» и повороте рычага включения обратной перемотки плёнки.
- Тип крепления объектива — резьбовое соединение M39×1.
  - Рабочий отрезок — 28,8 мм. В отличие от довоенных «ФЭДов» рабочий отрезок стандартизирован (28,8±0,03 мм), что исключало индивидуальную юстировку сменных объективов.
- Штатный объектив — «Индустар-22» 3,5/50 или «Индустар-50» 3,5/50. Часть выпуска комплектовалась объективами ЗК-2/50 («Зоннар красногорский», прототип «Юпитера-8») или ЗК-1,5/50 (прототип «Юпитера-3»).
- Видоискатель оптический, параллаксный, не совмещён с дальномером. База дальномера — 38 мм. Увеличение окуляра видоискателя — 0,44×, окуляра дальномера — 1×.

На фотоаппарате установлено штативное гнездо с резьбой 3/8 дюйма.
Синхроконтакт и автоспуск отсутствует. Синхроконтакт устанавливали в фотомастерских или кустарно, механизмы автоспуска выпускались отдельно (механические и пневматические). Такой автоспуск ввинчивался в отверстие спусковой кнопки, предназначенное для тросика.

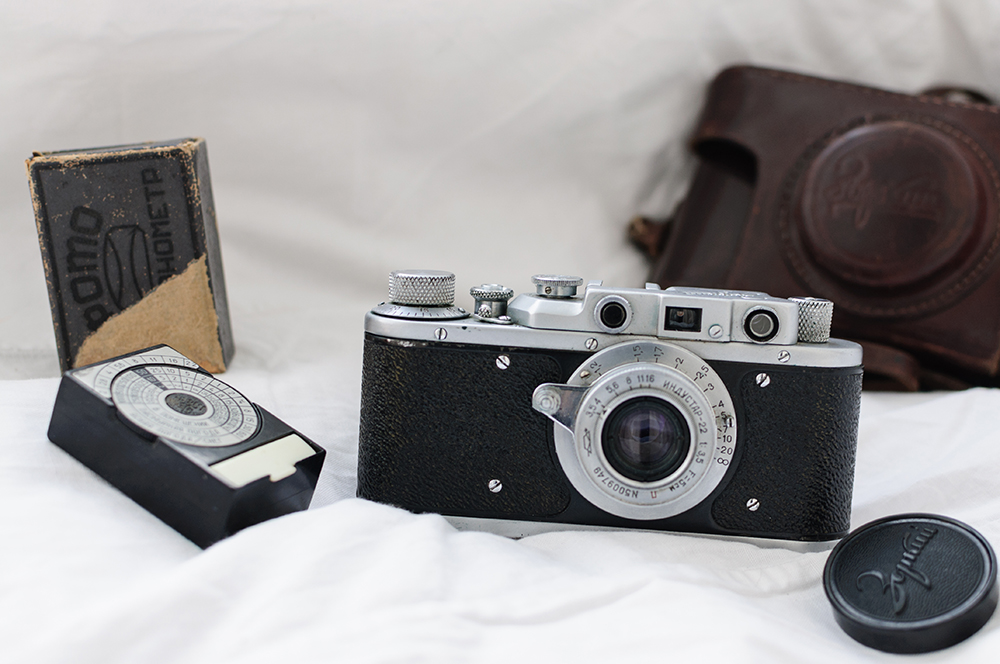
Зоркий с кожаным футляром и экспонометр ОПТЭК.

## Первые «Зоркие»

### «Зоркий-2»
«Зоркий-2» (1954—1956) — «Зоркий» с автоспуском и другими изменениями.
- Затвор с выдержками 1/25, 1/50, 1/100, 1/250, 1/500 с и «B». Установка выдержек как до так и после взвода затвора.
- Штатный объектив — «Индустар-22» 3,5/50, «Индустар-50» 3,5/50 (тубусный или унифицированный). Некоторые аппараты комплектовались объективом «Индустар-26М» 2,8/50.

«Зорких-2» выпущено по советским масштабам очень мало, они считаются коллекционной ценностью.

### «Зоркий-С»
«Зоркий-С» (1955—1958) — «Зоркий» с синхроконтактом.
Установка синхроконтакта с регулируемым временем упреждения от 0 до 25 мс привела к увеличению высоты фотоаппарата (изменена верхняя крышка).
- Затвор с выдержками 1/25, 1/50, 1/100, 1/250, 1/500 с и «B». Устанавливать выдержки можно как до, так и после взвода затвора.
- Выдержка синхронизации 1/25 сек.
- Изменена кнопка спуска и механизм включения обратной перемотки плёнки — вместо рычажка он приводится в действие поворотной втулкой спусковой кнопки.
- Штатный объектив — «Индустар-22» 3,5/50, «Индустар-50» 3,5/50 (тубусный или унифицированный) или «Юпитер-8» 2,0/50.

### «Зоркий-2С»
«Зоркий-2С» (1956—1960) — «Зоркий-С» с автоспуском.

## Первые «Зоркие» на рынке
- «Зоркий» (1948—1956) — выпущено 835502 экз.[3]
- «Зоркий-С» (1955—1958) — выпущено 472702 экз. Цена с объективом «Индустар-22» или «Индустар-50» — 28 рублей (в ценах после денежной реформы 1961 года).
- «Зоркий-2» (1954—1956) — выпущено 10310 экз.
- «Зоркий-2С» (1956—1960) — выпущено 214903 экз. Цена с объективом «Индустар-22» или «Индустар-50» — 30 рублей (в ценах после денежной реформы 1961 года).[4]

## Дальнейшие разработки КМЗ
На базе фотоаппаратов семейства «Зоркий» на Красногорском механическом заводе разработан однообъективный зеркальный фотоаппарат «Зенит» и его модификация «Зенит-С».

Конструкция фотоаппаратов «Зоркий» послужила основой для создания дальномерного фотоаппарата «Зоркий-5» и унифицированного с ним однообъективного зеркального фотоаппарата «Зенит-3».

## Подделки и мистификации

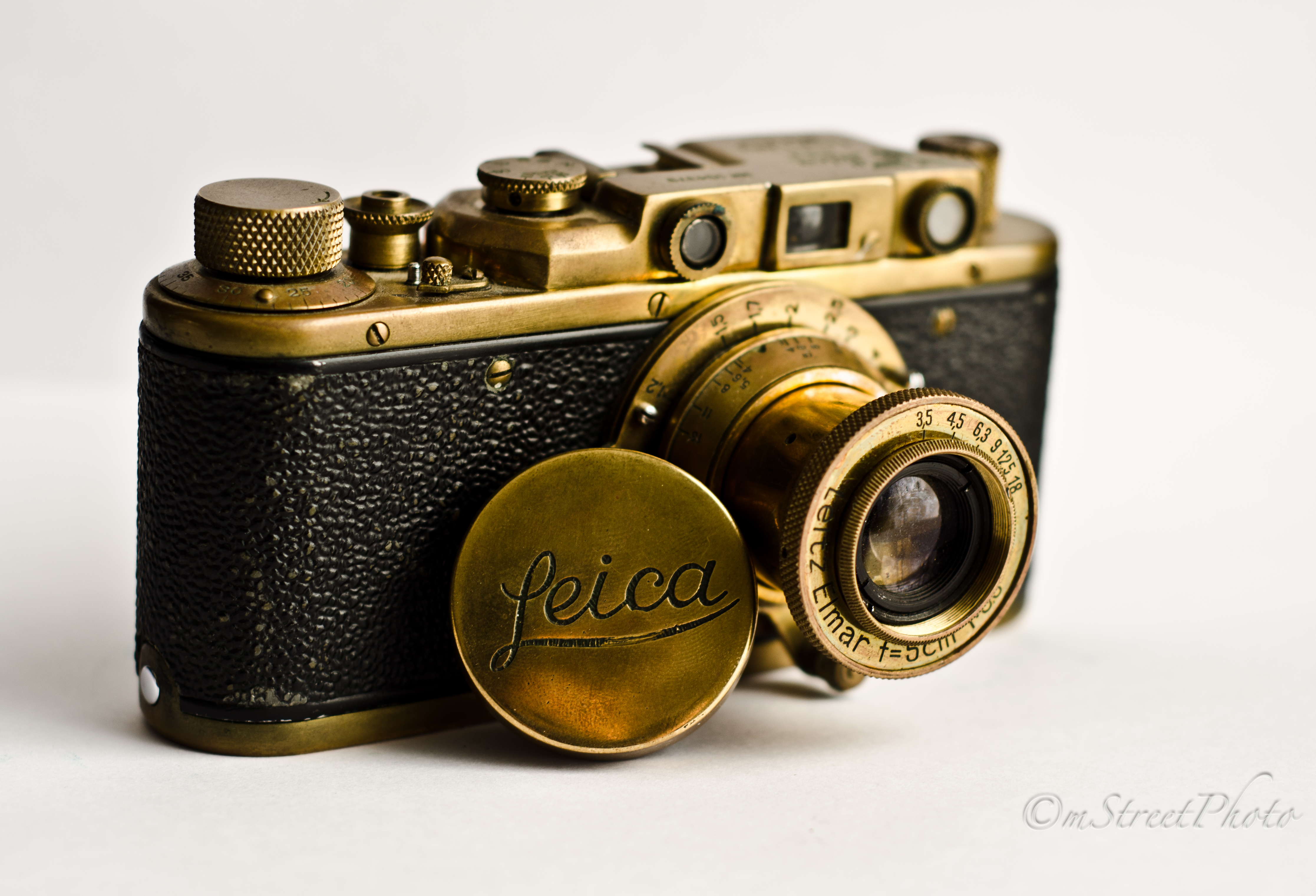
Поддельная Leica
(предположительно, «ФЭД» поздних выпусков или «Зоркий»).
Подделку выдаёт форма спусковой кнопки и очертания подштамповки вокруг окна видоискателя.

Первый «Зоркий», как и первая модель камеры «ФЭД», стал основой для множества подделок.
Прежде всего фальсификаторы «гримируют» их под гораздо более дорогие «Лейки» моделей II и III. Чаще ограничиваются тем, что на советскую камеру наносят немецкие надписи и эмблемы в меру своей осведомлённости и фантазии (были популярны разнообразные «Лейки люфтваффе», «Лейки кригсмарине» и т. п.). Отделку нередко меняют на «эксклюзивную», вроде оклейки змеиной кожей, золочения или камуфляжной окраски. Переделывали даже «Зоркий-С» и другие модели, внешне уже явно непохожие на «Лейки». Встречаются и серьёзно переделанные экземпляры, от настоящей «Лейки» их может отличить только специалист.
Активно подделывают также ФЭДы довоенного выпуска, «ФЭДы-Зоркие» и прочие особо ценные в коллекционном отношении образцы.
Другое направление фальсификации развилось в годы перестройки на волне интереса к советским артефактам. На рынке сувениров появились различные «наградные» и «юбилейные» фотоаппараты. Распознать такие подделки сложнее, так как завод действительно выпускал по особым заказам сувенирные камеры (например, к Всемирному фестивалю молодёжи и студентов 1957 года), и точные сведения о них не всегда известны. Отдельно в этом ряду стоит фотоаппарат «Юра», якобы выпущенный в честь космического полета Ю. А. Гагарина, а также мелкосерийные «Зоркий-75» и «Зоркий-250» с зарядом плёнки на 75 и 250 кадров соответственно. Ни подтвердить, ни опровергнуть аутентичность этих моделей в настоящее время невозможно.